# Consac
Consac – miejscowość i gmina we Francji, w regionie Nowa Akwitania, w departamencie Charente-Maritime.
Według danych na rok 1990 gminę zamieszkiwało 210 osób, a gęstość zaludnienia wynosiła 23 osób/km² (wśród 1467 gmin regionu Poitou-Charentes Consac plasuje się na 788. miejscu pod względem liczby ludności, natomiast pod względem powierzchni na miejscu 878.).